# Turkiet i olympiska vinterspelen 1988
Turkiet deltog med åtta deltagare vid de olympiska vinterspelen 1988 i Calgary. Ingen av landets deltagare erövrade någon medalj.